# Maître (Marvel Comics)
Pour les articles homonymes, voir Maître.
Eshu, alias le Maître (« Master of the World » en VO) est un super-vilain évoluant dans l'univers Marvel de la maison d'édition Marvel Comics. Créé par John Byrne (scénario et dessins), le personnage de fiction apparaît pour la première fois dans le comic book Alpha Flight (vol. 1) #2 en septembre 1983. 
C'est un ennemi régulier de l'équipe canadienne la Division Alpha.

## Biographie du personnage

### Origines
Il y a environ 40 000 ans, un homme des cavernes nommé Eshu est banni de sa tribu. Il erre sur Terre jusqu'à être attiré par la balise d'un vaisseau spatial extraterrestre. Le vaisseau appartient à la race Plodex et s'est écrasé près du Pôle Nord. La balise sert à attirer une forme de vie dominante de l'écosystème planétaire.
Eshu est capturé par les systèmes du vaisseau, disséqué et réassemblé pendant des siècles, jusqu'à ce qu'il développe une intelligence parfaite. Il apprend ainsi peu à peu à utiliser la technologie avancée du vaisseau. Incapable de quitter l'appareil, il fait émettre un signal, repéré à notre époque par Marina, une progéniture Plodex et membre de la Division Alpha. Marina emmène son équipe jusqu'au vaisseau, piégé dans la banquise arctique, où le Maître s'attaque à l'équipe. Vaincu par Namor, le vaisseau du Maître explose mais celui-ci réussit à s'enfuir dans un submersible. 

### Parcours
Libéré du vaisseau, le Maître voulut conquérir le monde. Il piège Marina, la rendant agressive et capture Namor puis Puck. Dans un premier temps, son plan est d'éliminer les Atlantes pour devenir ainsi le Maître des océans. Mais Puck réussit à le battre, en arrachant son casque soudé à son crâne.
Pour survivre, il utilise les restes du vaisseau Plodex pour se placer en animation suspendue. Il est réveillé par Llan le Sorcier, qui lui recrée un corps parfait grâce aux enzymes de Scramble. Il s'infiltre ensuite dans la société humaine, sous le nom de Joshua Lord.
Avec le Canada en pleine crise à cause de la loi de recensement des surhumains (Super-Power Registration Act), le Maître en profite pour former une équipe, la Division Oméga. Il a en effet besoin de protection contre la Division Alpha. Mais, battu par les héros, il se fait passer pour mort.
Il fait sa réapparition quand il affronte les Héros à Louer (Heroes for Hire) et Silver Sable. Vaincu cette fois-ci par Iron Fist, il fait de nouveau croire à sa mort.
On le revoit dans le l'arc narratif Dynasty Kang aider les héros de la Terre lors de l'invasion orchestrée par Kang. Il est apparemment tué par Carol Danvers, mais réussit une fois de plus à se faire passer pour mort.
Quelques années plus tard, il revient sur le devant de la scène et orchestre une prise du pouvoir du gouvernement canadien, par le biais de son parti politique Unity. Son parti déclare que la Division Alpha est un groupe terroriste, et les membres sont contraints de s'enfuir, pourchassés par le nouveau groupe gouvernemental, Alpha Strike.

## Pouvoirs, capacités et équipement
Vivant depuis plus de 40 000 ans, le Maître est virtuellement immortel mais pas invulnérable pour autant. Il possède un corps reconstruit au sommet de la perfection physique humaine. Bien que son apparence suggère un âge d'environ 50 ans, il possède des capacités à l'égal des meilleurs athlètes.
En complément de ses pouvoirs, c'est un combattant à mains nues très compétent qui possède une connaissance des points vitaux du corps humain, ce qui lui permet d’étourdir ses ennemis facilement. Sa longue vie lui a permis d'apprendre de nombreux arts et techniques, par l'utilisation des ordinateurs très performants de son vaisseau. Il possède notamment des compétences dans la construction de submersibles et de vaisseaux spatiaux. C'est aussi un génie en génétique, capable de cloner des êtres vivants et de reprogrammer leur esprit afin qu’ils obéissent au moindre de ses ordres ; il peut aussi donner à ses clones ses propres capacités intellectuelles.
- Le Maître possède une grande agilité, des réflexes et une endurance excellentes, se fatiguant très lentement. Il peut atteindre des pointes de vitesse d'environ 100 km/h en sprintant sur de courtes distances[1].
- Sa force et sa coordination sont telles qu'il a réussi une fois à casser le bras de Sasquatch visiblement sans effort[1], et même à faire chanceler Namor d'un coup de poing bien placé.
- Il porte une armure composée d'un alliage cybernétique inconnu. Son costume lui permet de voler dans les airs[1].
- Diverses armes intégrées dans ses gantelets incluent des générateurs d'énergie, assez puissants pour troubler l'électromagnétisme, voire contrôler les combinaisons cybernétiques comme celle de Guardian[1].
- Son équipement d'origine extraterrestre, intégré dans son casque, lui donne le pouvoir de projeter des illusions et de dissimuler son apparence. Il peut aussi générer des champs de force[1].

La technologie de son vaisseau lui permet de se téléporter dans d'autres endroits (y compris d'autres dimensions) et d'y retourner à volonté.